# SVC 2000
Swift Victoria Combinatie 2000, kortweg SVC, is een Nederlandse amateurvoetbalclub uit Roermond in Limburg. De club is opgericht op 1 juli 2000.
SVC 2000 is momenteel actief met senioren-, jeugd-, meisjes- en veteranenteams. Dit doet zij in de clubkleuren blauw-geel. SVC 2000 heeft Sportpark De Wijher als thuishaven.

## Geschiedenis
SVC 2000 is als fusieclub opgericht op 1 juli 2000. Op deze datum fuseerden Katholieke Sportvereniging Swift, kortweg Swift en Sportvereniging Victoria Roermond, kortweg Victoria. Deze fusie vond plaats in het kader van de herstructurering van sportaccommodaties in Roermond.
Swift is de oudste van de twee fusiepartners en werd opgericht op 29 maart 1936. Voor de fusie was het Sportpark Stadsweide de thuishaven dat zij deelde met RFC Roermond. op de huidige locatie van het Designer Outlet Roermond.

Op 26 juli 1945 werd Sportvereniging Victoria Maasniel opgericht na een fusie tussen Voetbalvereniging Leeuwen en Maasnielder Voetbal Club. Op 1 augustus 1971 fuseerde Victoria met Football Club Donderberg en ging verder onder de naam Sportvereniging Victoria Victoria Roermond. Bij de fusie in 2000 was Victoria al ruim 25 jaar gehuisvest op de huidige locatie, sportpark De Wijher.

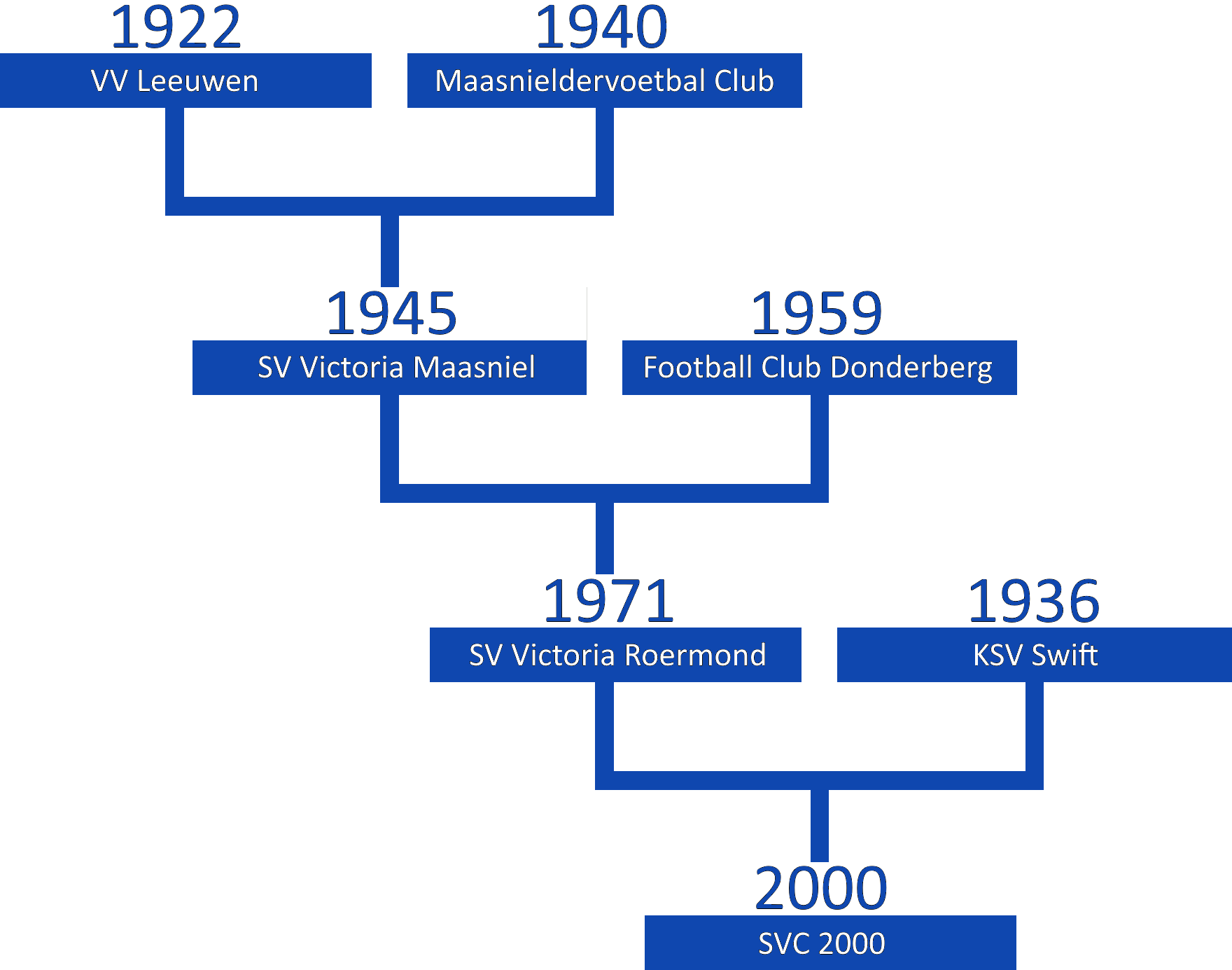
Stamboom van SVC 2000

## Sportpark De Wijher
De vereniging SVC 2000 heeft haar thuishaven op het sportpark "De Wijher" aan de Jagerstraat te Roermond, en beschikt daar over vijf wedstrijdvelden, twee trainingsvelden en een twaalftal kleedlokalen. In het kader van de fusie heeft de totale accommodatie een face-lift gekregen, en is het hoofdveld voorzien van zowel een tribune als wedstrijd-verlichting. Daarnaast is ook de kantine uitgebreid met een jeugdhonk en bestuurskamer.

## Overzichtslijsten

### Competitieresultaten SVC vanaf 2000/2001
| 4 2H |

| 5 2H |

| 8 2H |

| 5 2H |

| 11 2H |

| 2 3C |

| 2 3C |

| 7 2H |

| 3 2H |

| 6 2H |

| 5 2G |

| 7 2H |

| 2 2H |

| 11 1D |

| 14 2H |

| 11 3B |

| 2 4D |

| 6 4D |

| 1 4D |

| - 3B |

| - 3B |

| 11 3B |

| 13 3A |

| 12 4D |

| - 5C |

| Eerste klasse | Tweede klasse | Derde klasse | Vierde klasse | Vijfde klasse |

In elke staaf van de grafiek staat van boven naar beneden vermeld: 
- Eindnotering

Dit is de positie die de club heeft bereikt in de competitie, zonder eventuele beslissings-, play-off- of nacompetitiewedstrijden die nodig zijn geweest om bijvoorbeeld de kampioen van de competitie te bepalen.
Indien een * achter het getal staat is de notering een tussenstand en kan het zijn dat de notering niet overeenkomt met de uiteindelijke eindstand van de competitie.
Staat er een - dan is het seizoen nog bezig en is er geen definitieve uitslag bekend.
Staat er xx op de positie van de notering, dan heeft de club vroegtijdig de competitie verlaten. Dit kan onder andere komen door terugtrekking van het team, faillissement van de club of door een uitgedeelde straf van de KNVB. In veel gevallen staat elders in het artikel de reden vermeld.
Staat er een ? dan is het resultaat uit het verleden onbekend, en is alleen de competitie of het niveau bekend van dat seizoen.
In de seizoenen 2019/20 en 2020/21 werd wegens de coronacrisis het amateurvoetbal afgebroken. Daardoor kennen deze staven geen eindklassering (middels -- weergegeven).
- Competitieniveau en afdelingsletter of Officiële eindstand Eredivisie
  - Competitieniveau en afdelingsletter

Hierbij geeft het getal het niveau weer, dat ook terug te vinden is in de legenda. De letter is de afdelingsaanduiding en wordt gebruikt wanneer er meer afdelingen zijn op hetzelfde niveau. De afdelingsletter is altijd een hoofdletter en wordt meestal zonder nummer gebruikt.
Voorbeeld: 2F is niveau 2e klasse competitie F.
Het competitieniveau en nummer wordt niet vermeld wanneer er slechts één competitie van dit niveau was.
  - Officiële eindstand Eredivisie (getal staat tussen haakjes vermeld)

Sinds de introductie van play-offwedstrijden voor Europees voetbal na afloop van de reguliere competitie in 2005/06, is de KNVB verplicht een eindstand van de Eredivisie door te geven aan de UEFA aan de hand van deze play-offwedstrijden.
Bij deze eindstand staan clubs die zich hebben gekwalificeerd voor Europees voetbal hoger dan clubs die zich niet wisten te kwalificeren. Indien er geen verschil was tussen de eindnotering en de officiële eindstand, staat dit getal niet vermeld.

- Onderafdeling

Hier staat afgekort de naam van de onderafdeling indien de club in dat jaar in een onderafdeling uitkwam. Tevens staat deze afkorting in de legenda en wordt gelinkt naar het artikel over deze onderafdeling. Deze afkorting wordt alleen vermeld wanneer de club in het verleden in verschillende onderafdelingen heeft gespeeld. Deze vermelding is in de staaf altijd in kleine letters. Deze onderafdelingen zijn na het seizoen 1995/96 afgeschaft. Heeft de club in slechts één onderafdeling gespeeld, dan is dit alleen terug te vinden in de legenda.
Onder de staaf staat het jaartal vermeld waarin het seizoen is afgesloten. 15 verwijst naar het seizoen 2014/15 of eventueel het seizoen 1914/15.
Wanneer een staaf leeg is, zijn deze gegevens niet bekend. Het kan ook zijn dat de club dat seizoen niet heeft meegespeeld op het hogere amateurniveau, vroegtijdig de competitie heeft verlaten of uit de competitie is gezet.

In het seizoen 1944/45 was er wegens de Tweede Wereldoorlog geen regulier competitievoetbal.
- Vanwege de Coronapandemie werden de seizoenen 2019/2020 en 2020/2021 niet uitgespeeld.

### Competitieresultaten Swift vanaf 1941/1942 tot 1999/2000
| 1 4E |

| 1 3E |

| 4 3E |

|  |

| 7 3E |

| 9 3D |

| 3 3D |

| 10 3D |

| 3 3D |

| 9 3C |

| 7 3C |

| 4 3C |

| 4 3C |

| 7 3C |

| 9 3C |

| 6 3C |

| 12 3C |

| 5 3C |

| 9 3C |

| 2 3C |

| 6 3C |

| 7 3C |

| 1 3C |

| 6 2A |

| 4 2A |

| 2 2A |

| 5 2A |

| 4 2B |

| 10 2B |

| 12 2B |

| 4 3C |

| 1 3C |

| 2 2B |

| 5 1F |

| 5 1F |

| 5 1F |

| 11 1F |

| 6 2B |

| 8 2B |

| 10 2B |

| 8 3C |

| 11 3C |

| 2 4F |

| 2 4F |

| 1 4F |

| 7 3D |

| 9 3C |

| 4 3D |

| 10 3C |

| 2 4F |

| 9 3C |

| 10 3C |

| 3 4F |

| 3 4F |

| 1 4F |

| 6 3C |

| 1 3C |

| 3 2H |

| 7 2H |

| Eerste klasse | Tweede klasse | Derde klasse | Vierde klasse |

### Competitieresultaten Victoria vanaf 1984/1985 tot 1999/2000
| 7 4F |

| 9 4F |

| 9 4F |

| 3 4F |

| 2 4F |

| 3 4F |

| 6 4F |

| 2 4F |

| 5 4F |

| 5 4F |

| 12 3C |

| 4 4E |

| 6 4F |

| 4 4F |

| 10 4F |

| 11 4F |

| Derde klasse | Vierde klasse |

### Erelijst SVC 2000
Kampioen Vierde klasse: 2018/19

### Erelijst Swift
Kampioen Derde klasse: 1942/43, 1963/64, 1972/73, 1997/98
Kampioen Vierde klasse: 1941/42, 1985/86, 1995/96

## Bekende (oud-)spelers
- Pascal Boer
- Haris Međunjanin
- Rachid Ofrany